# Амьенская операция
О сражении франко-прусской войны см. Битва при Амьене
Амьенская операция (Битва при Амьене (1918), Амьенское сражение; 8 августа — 13 августа 1918 года) — широкомасштабное наступление союзных войск против германской армии во время Первой мировой войны у французского города Амьен; завершилось прорывом германского фронта и победой войск Антанты.
В результате боевых действий на Западном фронте весной 1918 года, произошли значительные изменения в линии фронта. Образовались два так называемых «выступа», глубоко вклинившихся в оборону войск Антанты. Они получили название Амьенский и Сен-Миельский выступы. В ходе кампании 1918 года союзным войскам удалось ликвидировать обе эти стратегические неровности фронта (Амьенская и Сен-Миельская операция).
Амьенская битва является первой операцией союзных армий в рамках Стодневного наступления. Начавшаяся 8 августа операция положила начало всеобщему наступлению союзных войск на Западном фронте. Амьенское сражение было переломным моментом кампании 1918 года, войскам Антанты удалось полностью выполнить задачу прорыва германского фронта, генерал Людендорф позже назвал 8 августа «чёрным днём» для германской армии. Амьенская операция завершила позиционную войну на Западном фронте. Война перешла в стадию манёвренной, до самого окончания боевых действий 11 ноября 1918 года.

## Перед наступлением

### Боевые действия в начале-середине 1918 года
21 марта 1918 года германское командование приступило к реализации операции «Михаэль» (Весеннее наступление (1918)). Это наступление должно было переломить ход войны в пользу Германии. Германская армия надеялась захватить наступательную инициативу, расчленить союзные армии, британцев скинуть в море, а затем приступить к уничтожению французской армии и продвижению к Парижу.
Заключив Брестский мир с Советской Россией, Германия сумела перебросить 44 дивизии с переставшего существовать Восточного фронта на Западный, создав численный перевес над союзными армиями. Первоначально германской армии сопутствовал успех, наступавшие сумели продавить оборону союзников и продвинуться на несколько десятков километров. После завершения операции «Мишель» германское наступление продолжилось. Одержав победы у Лиса и в битве при Айсине, германцы приблизились к Парижу на 56 километров.
К июлю германские войска вышли к Марне, однако войска были истощены, резервы исчерпаны. В этих условиях командующий союзными войсками генерал Фош отдал приказ о начале контрнаступления.
В июле-августе состоялась вторая битва на Марне, в которой войска Антанты сумели одержать победу над немецкими войсками, которые были вынуждены отступить.
После сражения на Марне стратегическая инициатива окончательно перешла в руки союзных войск.

### План союзного командования
После того как немецкое наступление было остановлено, командование Антанты приняло решение о подготовке серии наступательных операций, которые должны были привести к окончательному разгрому германской армии и окончанию войны.
24 июля 1918 года в Бомбоне состоялось совещание командующих союзными армиями Петэна, Хейга и Першинга, на котором главнокомандующий союзными войсками Фош изложил план дальнейших действий союзных войск. Основа этого плана состояла в том, что необходимо было отказаться от оборонительного образа действий и перейти в наступление. 24 июля союзное командование издало директиву о проведении ряда наступательных операций с целью ликвидировать выступы в линии фронта, образовавшиеся в результате германского весеннего наступления (Амьенский и Сен-Миельский выступы). Далее планировалось перейти в общее наступление по всему фронту и не позволить войскам противника отойти на ранее подготовленные оборонительные рубежи, как это было в 1917 году. Переоценив оборонительные возможности немцев, Фош планировал закончить войну лишь в следующем 1919 году.

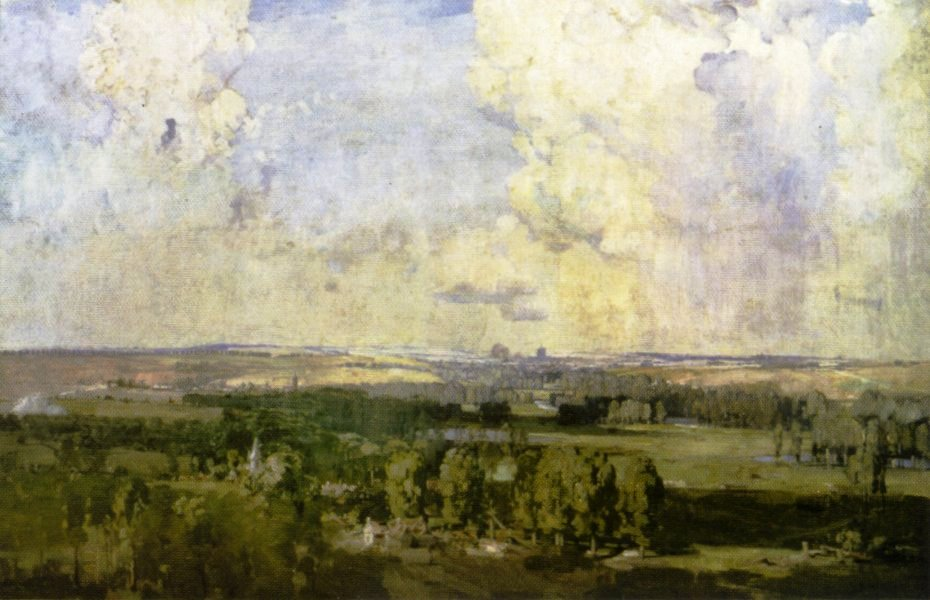
Артур Стритон. Амьен — ключ к западу.

Германское командование не представляло всей серьёзности обстановки. Командующий германскими войсками генерал Эрих Людендорф отказался отвести войска с захваченных летом позиций по политическим причинам. Однако, 2 августа 1918 года Людендорф издал директиву, в которой указывалось: «Обстановка требует, чтобы мы, с одной стороны, перешли к обороне, а с другой, — как только представится возможность, вновь предприняли бы наступление». Немцами планировалось провести ещё ряд наступательных операций для улучшения тактического положения во Фландрии. Германское командование, в отличие от союзного командования, наоборот, переоценило свои силы, считая, что союзные армии в ходе весеннего наступления понесли большие потери и не планируют активных боевых действий.

### Подготовка к Амьенской операции
Первой из намеченных союзниками операций по ликвидации выступов в линии фронта была Амьенская операция. Планируя её, командование Антанты рассчитывало очистить от германских войск амьенский выступ, «ликвидировать угрозу Амьену и железной дороге Париж — Амьен, а также разбить и отбросить противника между реками Сомма и Авр».
К проведению операции привлекались 4-я британская, 1-я и 3-я французские армии под общим командованием фельдмаршала Хейга. В состав наступательной группировки были включены 17 пехотных и 3 кавалерийские дивизии, 2684 артиллерийских орудия, 532 танка (тяжёлые танки марки «MV» и «MV звезда» и средние танки марки «Уиппет»), 16 бронеавтомобилей и около 1900 самолётов. В наступлении планировалось активно использовать танки, которых у союзников было достаточно.
Оборону на данном участке фронта занимала 2-я германская армия, имевшая в своём составе 7 пехотных дивизий, 840 орудий и 106 самолётов.
В первый день наступления 8 августа планировалось наступление на фронте в 25 км силами 4-й английской армии и левофлангового (31-го) корпуса 1-й французской армии. Затем должно было начаться наступление 3-й армии и основных сил 1-й армии. По настоянию командующих канадских и австралийских дивизий (которым предстояло впервые сражаться плечом к плечу), для усиления эффекта неожиданности в полосе наступления была отменена артиллерийская подготовка, планировалось задействовать большое количество танков. Однако в полосе наступления 1-й французской армии без артиллерийской подготовки было не обойтись. Поэтому, чтобы не терять элемент неожиданности, было принято решение о том, что основные французские силы начнут наступать на 45 минут позже 4-й британской армии.
Характерной особенностью подготовки операции было то, что австралийские части британской армии уже с конца апреля начали вести мелкие бои за улучшение своего тактического положения. В результате этого 2-я немецкая армия потеряла полосу боевого охранения и оборонялась на недостаточно развитых в глубину позициях.
Эти бои, а также на редкость успешная аэрофотосъёмка позволили английскому командованию составить полную картину системы германской обороны. Начало наступления было намечено на 4 часа 20 минут.
1/3 орудий должны были создать огневой вал, а остальные 2/3 — вести огонь по пехотным и артиллерийским позициям, командным пунктам, путям подхода резервов. Огневой вал в течение трёх минут должен был держаться на передовых германских позициях. За это время танки и атакующая пехота должны были вплотную подойти к огневому валу и непосредственно следовать за ним. Огневой вал надлежало вести скачками сначала через 2 минуты, затем через 3 минуты, а позднее через 4 минуты.
Весьма детально был спланирован порядок наступления в глубине германской обороны. Через 2 часа после начала атаки, в 6 часов 20 минут, пехота и танки должны были достигнуть первого рубежа атаки. Затем продвижение останавливалось, подтягивалась артиллерия, атака возобновлялась в 8 часов 20 минут и продолжалась до второго рубежа, а затем без перерыва до третьего рубежа, который находился в 9-12 км от исходных позиций наступавших. Затем кавалерийский корпус 4-й армии должен был обогнать пехоту, выйти на третий рубеж обороны и удерживать его до подхода основных сил, а после этого развивать успех далее.
Отличительной чертой подготовки операции была также абсолютная секретность. Весь район сосредоточения прикрывался авиацией, благодаря хорошему состоянию железнодорожных путей в район наступления прибыло 230 воинских эшелонов и более 60 поездов с боеприпасами. Артиллерия заняла свои позиции в последние 2-3 дня перед наступлением, а танки в ночь на 8 августа. Для введения противника в заблуждение в районе Ипра по распоряжению английского командования велись широкие демонстративные действия.
В последние дни перед наступлением с передовых немецких позиций стали поступать донесения о подозрительных шумах в тылу противника, а воздушная разведка доложила о передвижении колонны танков. На все эти сообщения германское командование не обратило большого внимания.

## Силы сторон

### Союзники
В 1918 году на Западный фронт начинают прибывать американские войска, в Амьенской операции участвовала 1 американская дивизия (33-я) в составе 4-й британской армии, также английское командование начинает переброску войск из Палестины.
- 4-я британская армия:

| Страна                | Войска |
| --------------------- | --- |
| Австралийский корпус  | 1-я австралийская дивизия, 2-я австралийская дивизия, 3-я австралийская дивизия, 4-я австралийская дивизия, 5-я австралийская дивизия. |
| Канадский корпус      | 1-я канадская дивизия, 2-я канадская дивизия, 3-я канадская дивизия, 4-я канадская дивизия, 32-я английская дивизия.                   |
| 3-й британский корпус | 12-я дивизия, 18-я дивизия, 47-я дивизия, 58-я дивизия, 33-я американская дивизия.                                                     |
| Кавалерийский корпус  | 1-я кавалерийская дивизия, 2-я кавалерийская дивизия, 3-я кавалерийская дивизия.                                                       |
| Вооружение            | Танковый корпус (412 танков), 120 лёгких танков, 800 самолётов                                                                         |

1-я французская армия
| Страна     | Войска                                                                   |
| ---------- | ------------------------------------------------------------------------ |
| 1-я армия  | 12 дивизий в составе 9-го, 10-го, 31-го, 35-го и Кавалерийского корпусов |
| Вооружение | 1104 самолётов                                                           |

### Германия
Во главе 2-й армии стоял генерал Георг фон дер Марвиц.
| Страна     | Войска |
| ---------- | --- |
| 2-я армия  | 13-я дивизия, 14-я дивизия, 27-я дивизия, 41-я дивизия, 43-я резервная дивизия, 54-я дивизия, 108-я дивизия, 117-я дивизия, 192-я дивизия, 225-я дивизия, 107-я дивизия, 109-я дивизия, 243-я дивизия и четыре дивизии 2-й германской армии в резерве. |
| 18-я армия | 10 дивизий, 5 резервных дивизий, и 365 самолётов из 18-й германской армии. |

## Боевые действия

### Начало наступления

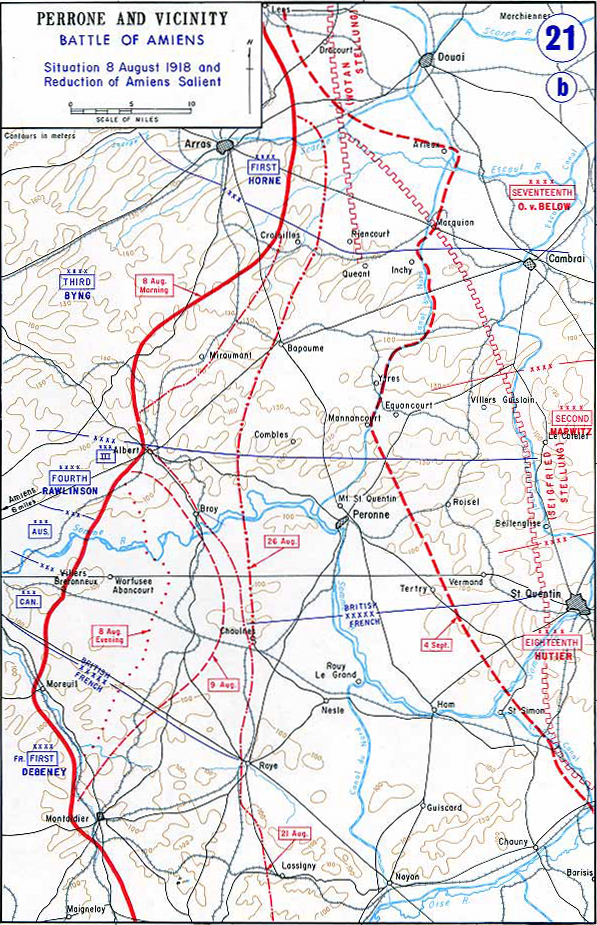
Битва при Амьене.

8 августа 1918 года в 4 часа 20 минут союзная артиллерия открыла мощный огонь по позициям, командным и наблюдательным пунктам, узлам связи и тыловым объектам 2-й германской армии. Треть артиллерии организовала огневой вал, под прикрытием которого дивизии 4-й британской армии и 415 танков двинулись в атаку. Атака стала полной неожиданностью для немцев. Туман и разрывы химических и дымовых снарядов ограничили видимость до 10-15 метров. На позиции германских войск обрушились английские танки. Танки обстреливали из пулемётов немецкую пехоту, уничтожали телефонные и телеграфные столбы.
В 5 часов 05 минут, после артиллерийской подготовки, в сражение вступил 31-й корпус французской армии, прорыв германской обороны развивался в строгом соответствии с ранее намеченным планом. К 6 часам 20 минутам 7 британских дивизий, в основном, достигли первого рубежа обороны. Затем войска приостановились на 2 часа, чтобы подтянулась артиллерия. Затем наступление возобновилось, и к 13 часам 30 минутам наступавшие достигли третьего оборонительного рубежа. Однако дальнейшие попытки английских и французских войск продвинуться вглубь германской обороны были безуспешны. Германское командование спешно перебрасывало в район Амьена дивизии с других участков фронта.
Итоги первого дня боёв были для германской армии плачевными. Немецкие войска потеряли 27 000 человек убитыми и пленными, около 400 орудий. Союзным войскам удалось захватить большое число других военных трофеев. Также союзникам удалось сбить 62 немецких самолёта. Германские войска были деморализованы, начались массовые сдачи в плен. Британские и французские войска за первый день боёв потеряли 8800 человек. Внезапность атаки прервала связь между германскими дивизиями. Большое число немецких офицеров попало в плен.

### Дальнейшие бои

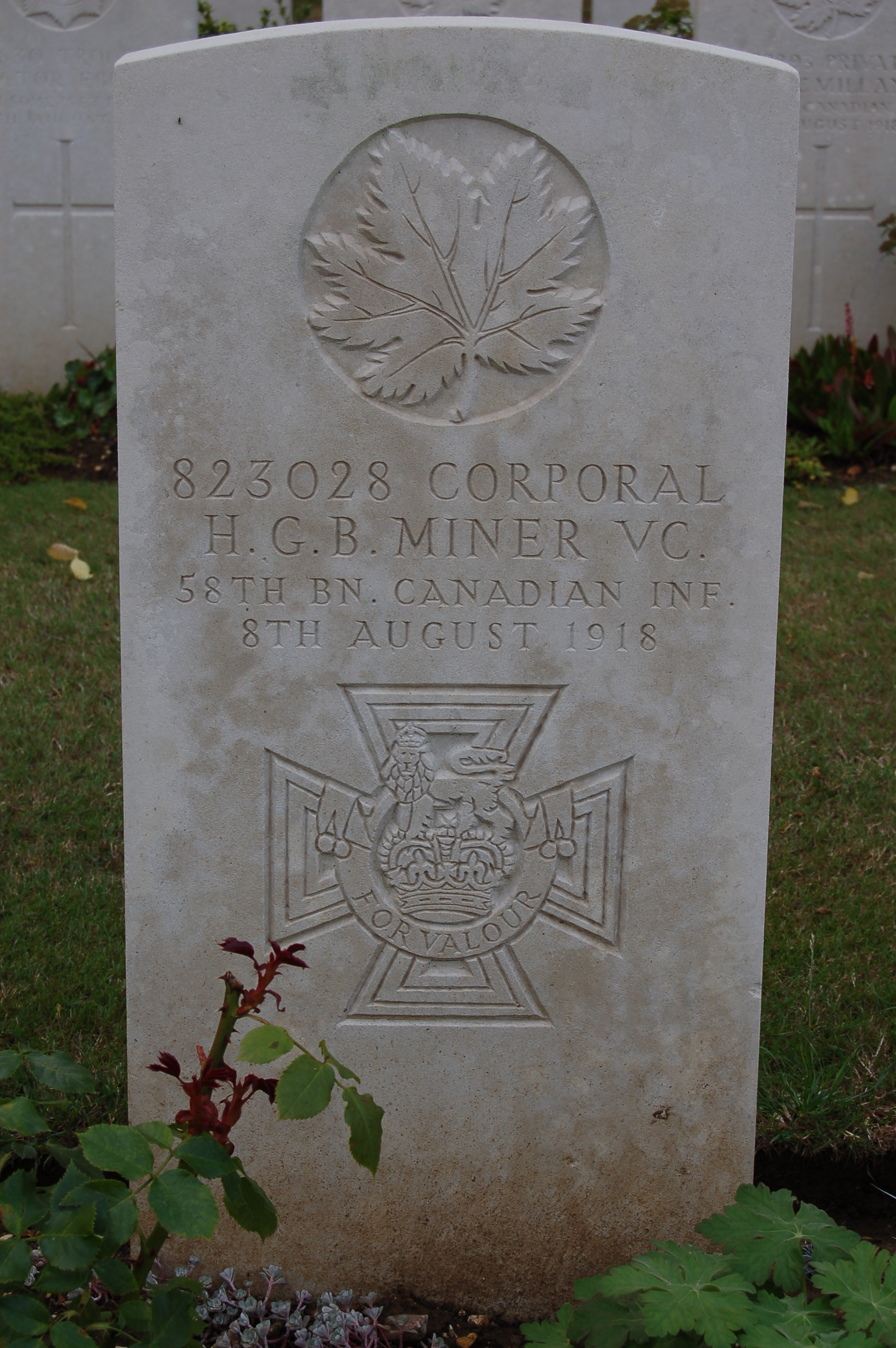
Надгробие канадского солдата, погибшего в битве при Амьене.

9 августа наступление союзных войск продолжилось, в сражение вступили 1-я и 3-я французские армии. Германская артиллерия была перегруппирована для борьбы с танками, в результате чего англичане и французы начали нести большие потери в танках. Например, за первый день боёв из 415 танков союзники потеряли около 100 машин. 9 августа из 145 танков союзники потеряли 39. Это оказало значительное влияние на снижение темпов наступления. Вскоре танки были выведены в тыл и в дальнейшем в сражении не участвовали.
Наибольших успехов добились канадские и австралийские дивизии, которые двигались вглубь вражеской обороны с внушительной быстротой. Южнее Соммы в германской обороне образовался разрыв в 24 км. Севернее Соммы результаты для союзников были не такими впечатляющими.
12 августа бои шли лишь на некоторых участках фронта, к исходу дня германские войска были вытеснены на линию Альбер, Брэ, Шон, западнее Руа. С 13 августа продвижение союзных войск прекратилось. В среднем союзные войска продвинулись на 11 км. Канадские дивизии на 13 км, австралийские дивизии на 11 км, англичане на 3 км, французские войска на 8 км.

## Последствия операции

### Военные итоги наступления
В результате наступления союзные войска выполнили стоявшую перед ними задачу прорыва германского фронта. Они продвинулись от 10 до 18 км на фронте в 75 км, ликвидировав угрозу Амьену и железной дороге Париж − Амьен. Потери германской армии составили 74 000 человек из них 33 000 пленными. Союзники потеряли около 46 000 человек (в том числе британцы и американцы — 7100 человек, канадцы — 9100, австралийцы — 6000, французы — 24 000).

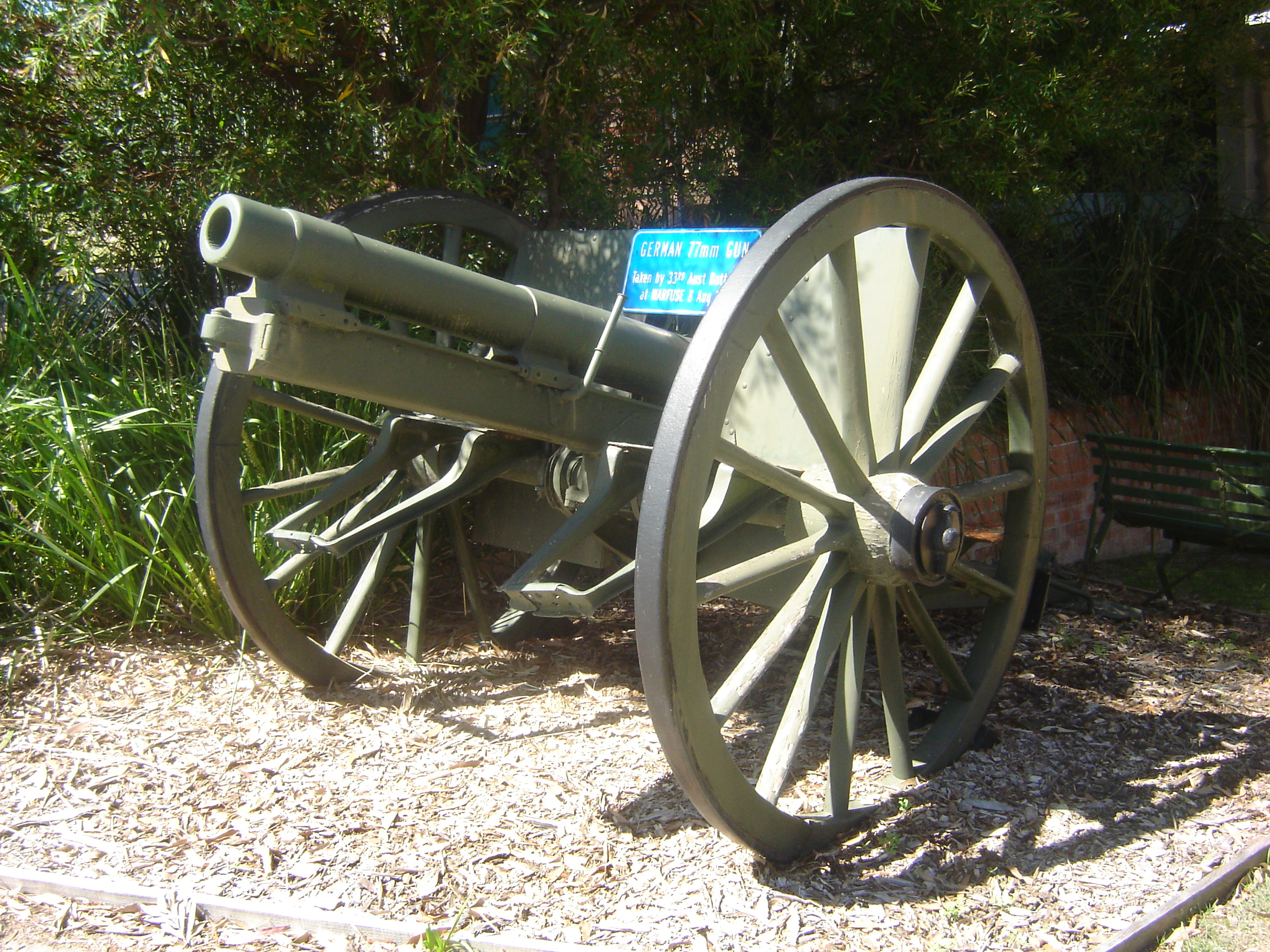
Германское орудие 7.7 cm FK 96 n.A., захваченное в битве при Амьене.

Успех операции был обусловлен удачным выбором участка прорыва, где германская оборона имела наименьшую глубину. Успех был также обусловлен огромным превосходством союзников в силе, тщательной подготовкой, внезапностью удара и массированным применением танков. Большое значение для результатов операции имел результат взаимодействия мобильных сил британцев - танков и конницы. В ходе Амьенской операции впервые в истории танковых войск было осуществлено нечто похожее на оперативный прорыв - оторвавшись от пехоты и сопровождаемые конницей, танки провели рейд по тылам германских войск.
Однако итог операции исчерпывался практически результатом первых двух-трёх дней наступления. Продвижение с интервалами по времени дало возможность германскому командованию подтянуть резервы, вследствие чего союзники понесли ощутимые потери. Союзникам не удалось превратить тактический прорыв фронта в оперативный, прежде всего, из-за отсутствия взаимодействия родов войск (в первую очередь, кавалерии и танков) .
После Амьенской операции союзные войска приступили к расширению фронта наступления на флангах продвинувшихся вперёд 4-й английской, 1-й и 3-й французских армий и вытеснению противника на позицию Зигфрида. К северу от Соммы предполагалось осуществить наступление 3-й английской армии, южнее Соммы в наступление переходила 10-я французская армия.
Германское командование приняло сугубо оборонительный план войны. «Ни пяди земли не оставлять без ожесточённой борьбы» — таков был приказ германским войскам.

### Политические итоги наступления
Победа под Амьеном окончательно закрепила стратегическую инициативу за Антантой. После Амьенской операции Эрих Людендорф писал:
8 августа 1918 года представляет самый чёрный день германской армии в истории мировой войны.
 После наступления союзников падение боевого духа и желание закончить войну в немецких войсках ускорилось. В частях, предназначенных для переброски под Амьен, началось брожение, имелись случаи массового дезертирства.
В этих условиях германскому руководству стало ясно, что надежда на победу рухнула и дальнейшее продолжение войны безнадёжно. Нужно было принимать чрезвычайные меры. 13 августа 1918 года в ставке верховного командования в Спа состоялось совещание германского командования, канцлера Гертлинга и статс-секретаря ведомства иностранных дел Гинце. Людендорф заявил о том, что германская армия уже не в состоянии сломить противника наступлением; добиться мира оборонительными действиями, несмотря на подводную войну, также невозможно, а поэтому для окончания войны следует перейти к мирным переговорам. В Спа также прибыли представители союзной Австро-Венгрии: император Карл I, министр иностранных дел граф фон Буриан и начальник австрийского Генерального штаба Арц фон Штрауссенбург.
Однако переговоры с представителями Антанты не были начаты. Гинденбург ещё надеялся, что германские войска не будут вытеснены с территории Франции и Бельгии, благодаря чему удастся заключить выгодное перемирие, однако эти надежды не оправдались.

## В культуре
Танковому наступлению Амьенской операции посвящён эпизод «Машина войны» британского мини-сериала канала BBC «Наша мировая война» (2014).
В игре Battlefield 1 представлена карта Амьен где противоборствуют между собой войска Германской Империи и Великобритании.